# 麥迪遜 (新罕布什爾州)
麥迪遜（英語：Madison）是一個位於美國新罕布什爾州卡羅爾縣的鎮。

## 人口
根據2020年美國人口普查的數據，麥迪遜的面積為105.90平方千米，當中陸地面積為99.70平方千米，而水域面積為6.20平方千米。當地共有人口2565人，而人口密度為每平方千米24人。